# Peshev Ridge
Peshev Ridge är en bergstopp i Antarktis. Den ligger i Sydshetlandsöarna. Argentina, Chile och Storbritannien gör anspråk på området. Toppen på Peshev Ridge är 217 meter över havet.
Terrängen runt Peshev Ridge är varierad. Havet är nära Peshev Ridge åt sydost. Trakten är glest befolkad. Närmaste befolkade plats är St. Kliment Ohridski Base, 13,4 kilometer nordväst om Peshev Ridge. 